# Norrlången, Östergötland
Norrlången är en sjö i Kinda kommun i Östergötland och ingår i Motala ströms huvudavrinningsområde. Sjön har en area på 0,403 kvadratkilometer och ligger 175,8 meter över havet.
Vid sjöns utlopp genom Stångån till Skirsjön ligger kvarnen och arbetslivsmuseet Horva kvarn.

## Delavrinningsområde
Norrlången ingår i det delavrinningsområde (641165-148554) som SMHI kallar för Inloppet i Skirsjön. Medelhöjden är 203 meter över havet och ytan är 3,66 kvadratkilometer. Räknas de 2 avrinningsområdena uppströms in blir den ackumulerade arean 26,57 kvadratkilometer. Vattendraget som avvattnar avrinningsområdet har biflödesordning 3, vilket innebär att vattnet flödar genom totalt 3 vattendrag innan det når havet efter 257 kilometer. Avrinningsområdet består mestadels av skog (72 procent). Avrinningsområdet har 0,4 kvadratkilometer vattenytor vilket ger det en sjöprocent på 10,9 procent.